# Región administrativa especial
La región administrativa especial (special administrative region en inglés, região administrativa especial en portugués, 特別行政區 en chino) es uno de los tipos de división administrativa provincial de República Popular China. Se sitúa directamente por debajo del Gobierno Popular Central, y goza del grado más alto de autonomía.
Cada una tiene un representante ejecutivo y sus propias leyes orgánicas, indicando que el territorio es una «región administrativa local de la República Popular China, que gozará de un alto grado de autonomía y estarán directamente bajo el Gobierno Popular Central».
La base legal del establecimiento de estas regiones se encuentra en el artículo 31 de la Constitución de la República Popular de China de 1982. El artículo dicta:

El Estado puede establecer regiones administrativas especiales cuando sea necesario. Los sistemas que se instituyan en las regiones administrativas especiales deberán ser fijados por la ley promulgada por el Congreso Nacional del Pueblo, a la luz de las condiciones específicas.
Artículo 31

Se han establecido dos regiones de este tipo de acuerdo con la Constitución: Hong Kong y Macao, antiguas colonias británica y portuguesa, respectivamente. Fueron transferidas a China en 1997 y 1999, de acuerdo con la Declaración conjunta sino-británica de 1984 y la Declaración conjunta sino-portuguesa de 1987.
De acuerdo a estas declaraciones (que son los tratados internacionales registrados en la Organización de las Naciones Unidas) y sus propias Leyes básicas, las regiones administrativas especiales de China «disfrutan de un alto grado de autonomía».
A pesar de su nombre, la Región Administrativa Especial de Wolong, situada en Sichuan, no es una de las regiones especiales establecidas por el artículo 31 de la Constitución. Tampoco deben confundirse con las zonas económicas especiales, que son áreas sobre las que se aplican leyes que favorezcan el comercio y las inversiones; o con las naciones constituyentes que existen en el Reino Unido o en el Reino de los Países Bajos.
Generalmente, no se considera que ninguna de las dos zonas especiales constituyan una parte de la China continental de acuerdo con ambas autoridades.
La disposición para establecer las regiones administrativas especiales apareció en la Constitución en 1982, en previsión de las conversaciones con el Reino Unido sobre la cuestión de la soberanía sobre Hong Kong. Fue concebido como el modelo para la eventual reunificación con Taiwán y otras islas, donde se ha establecido la República de China desde el año 1949.
Ambas regiones administrativas tienen una Ley Básica mediante la cual se provee a las regiones de un alto nivel de autonomía, y un sistema político separado. Todo esto bajo un sistema económico basado en el capitalismo, sustentado por el principio "Un país, dos sistemas", propuesto por el exlíder supremo Deng Xiaoping.
De esta manera, Hong Kong y Macao mantienen sus propios gobiernos, sistemas multipartidistas, sistemas legales, fuerzas policiales, unidades monetarias, aduanas, políticas sobre inmigración, selecciones deportivas, idiomas, sistemas postales y educativos, así como competencias sustanciales en relaciones exteriores, que son diferentes o independientes de la República Popular de China.
| Nombre    | Chino (T) | Chino (S) | Pinyin    | Postal   | Abb.¹     | Población | Área (km²) | Localización          | ISO   | Divisiones administrativas                       |
| --------- | --------- | --------- | --------- | -------- | --------- | --------- | ---------- | --------------------- | ----- | ------------------------------------------------ |
| Hong Kong | 香 港     | 香 港     | Xiānggǎng | Hongkong | 港 - gǎng | 7 008 900 | 1104       | China del Sur-Central | CN-91 | Lista con los distritos de Hong Kong (en inglés) |
| Macao     | 澳 門     | 澳门      | Àomén     | Macau    | 澳 - ào   | 546 200   | 29,5       | China del Sur-Central | CN-92 | Lista con los municipios de Macao (en inglés)    |